# Калматаев, Мурат Дуйсембинович
Мурат Дуйсембинович Калматаев (8 сентября 1936, а. Мариновка Жарминского района Восточно-Казахстанской области — 16 июня 2016, Алма-Ата) — советский и казахстанский военный и политический деятель, генерал-майор (1986), депутат Верховного Совета Казахской ССР, журналист.

## Биография
Окончил в 1959 году КазГУ, в 1967 году Алматинскую высшую партийную школу.
В 1959—1965 годах 1-й секретарь комсомола Кокпектинского района Семипалатинской области, редактор районной газеты «Жулдыз». Инструктор партийного комитета Семипалатинской области, заместитель начальника отдела партийной организации (1967—1975), инспектор ЦК КП Казахстана (1975—1980), секретарь комитета партии Уральской области (1980—1983). В 1983 заведующий республиканским политическим отделом МВД. В 1988—1989 годах руководил военными операциями в Афганистане. В 1989—1994 годах начальник УВД Семипалатинской области. В 1995 году советник министра внутренних дел.
Награждён орденами «Знак Почёта», Красной Звезды, «Дружбы народов».
Указом Президента Республики Казахстан награждён орденами «Парасат» и «Курмет», медалью «Шапагат».
Награждён правительственными и юбилейными медалями Республики Казахстан и СССР.